# Королева Наталена Андріанівна
Кармен-Альфонса-Фернанда-Естрелья-Наталена Натале́на Андріанівна Дуніна-Борковська, у шлюбі Короле́ва (3 березня 1888, монастир Сан Педро де Карденья, Кастрільйо-дель-Валь, провінція Бурґос, Королівство Іспанія — 1 липня 1966, Мельник, Чехословаччина) — українська письменниця, перекладачка, лексикографка, єгиптолог, археолог, художниця і театральна акторка. Графиня, з роду Домонтовичів.

## Життєпис
Мати, графиня Марія-Клара де Кастро Ласерда Медінаселі (зі старовинного іспанського роду Ласерда), померла пологами. Юрій Винничук стверджує, що "пошуки слідів її мами Maria Clara de Castro Lacerda Fernandes de Cordoba de Medinaceli y Figeroa не увінчалися успіхом".
Батько, польський граф Анджей Єжи Дунін-Борковський, займався археологією, жив переважно у Франції. Родовий маєток його матері Теофілі з литовського роду Домонтовичів розташовувався у селі Великі Борки на Волині. Батько Анджея, Адам Дунін-Борковський, загинув під час польського повстання 1863 року, його майно конфіскував царський уряд.
Наталену одразу після народження взяла до себе у село Великі Борки на Волині бабуся Теофіля, у якої вона жила до 5 років. Після смерті бабусі Наталену забрав до Іспанії дядько з боку матері Еухеніо, старшина королівської гвардії, згодом католицький священник. Там нею опікувалась також тітка Інес. Наталену віддали на виховання в монастир Нотр-Дам де Сіон у французьких Піренеях, де вона пробула майже 12 років. Пізніше Наталена з великим пієтетом згадувала монастир Нотр-Дам, де формувалась як особистість, вчилася добру, милосердю, самопожертві. Вивчала мови, філософію, історію, археологію, медицину, музику, співи. Часто бувала у своїх іспанських родичів, вчилася їздити верхи, фехтувати, стріляти.
Тим часом батько взяв другий шлюб — з Людмилою Лось зі знатного чеського роду. Оселилися в Києві, і мачуха захотіла, щоб Наталена продовжувала тут навчання. Восени 1904 року 17-річна Наталена приїхала до Києва. На цей час вона вже знала іспанську, французьку, латинську, італійську, арабську мови, з дитинства трохи пам'ятала українську й польську. В сім'ї розмовною була французька. Освоївши російську, вступила до Київського інституту шляхетних дівчат, який закінчила через два роки.
Програма не була надто обтяжливою. Насамперед тут навчали манер та «мистецтва поводитися в товаристві собі рівних». Все інше було другорядним. Пізніше, у повісті «Без коріння», письменниця так охарактеризувала життя в цьому інституті: «Одноманітне інститутське життя таке ж далеке їй і чуже, як і першого дня, коли вона опинилася поміж цими сливе дорослими дівчатами, які мали або так часто попадали в психіку дітей, що були примушені нудитись у хаті в дощовий день». Наталена засвідчила боротьбу між вихованками й виховательками, спостерігала, як класні дами ненавиділи й переслідували учениць. Уже в 1962 році в одному з листів Королева згадувала, «як колись жилося в Києві, як за ті часи виховували дівчат, як поводились „маючі владу“», і доходила невтішного висновку: «На думку мою, були то кошмарні часи й звичаї, яких ані навмисне не вигадаєш!». Та попри все, Наталена вийшла з закладу чистою й неозлобленою.
У Києві брала уроки музики в українського композитора Миколи Лисенка. На пам'ять від нього отримала невеличку музичну мініатюру «Зоря з місяцем» з підписом «Моїй учениці».
Графська родина перебралася у Санкт-Петербург. Наталена використала можливість здобути тут вищу освіту. Спочатку закінчила археологічний інститут у Петербурзі, здобула докторський ступінь з археології за праці з литовської старовини, відтак зайнялася єгиптологією і водночас вчилася в Петербурзькій мистецькій академії, після закінчення якої одержала диплом «вільного художника», мала свої художні виставки в Петербурзі й Варшаві.
Тим часом батьки підшукали їй нареченого — ротмістра російської армії Кисілевського. Наталена й чути не хотіла про одруження. Контакти з батьком і мачухою не налагоджувались, бо вони наполягали на її шлюбі з нелюбом. У відповідь Наталена зробила нечуваний у шляхетському роду вчинок — вступила до французького Михайлівського театру в Петербурзі, а згодом уклала контракт з паризьким «Theatre Gymnase», що гастролював тоді у російській столиці. Незважаючи на успіх на сцені, театральна кар'єра Наталени не вдалася через слабке здоров'я. Вона залишила театр, лікувалася на Закавказзі, а потім виїхала в Західну Європу, де продовжила лікування, займалася мистецтвом і археологією. У цей час відвідала Іспанію, Францію, Італію, країни Близького Сходу, знову виступила в оперних театрах Парижа та Венеції (співала партію Кармен в опері Жоржа Бізе), взяла участь в археологічних розкопках Помпей і в Єгипті, з 1909 року почала систематично виступати з художніми творами та науковими статтями у французьких літературних і наукових журналах.
Перша світова війна застала Наталену Дунін-Борковську в Києві: вона приїхала до хворого батька, який невдовзі помер. Тут за нею було встановлено поліційний нагляд, на квартирі вчинено обшук. Не маючи змоги виїхати (кордони було закрито), вона через товариство Червоного Хреста записалася сестрою милосердя в російську армію. Майже три роки відбула на війні, була нагороджена солдатським хрестом «За храбрость», дістала три поранення, перенесла тиф і кілька запалень легень. Пізніше письменниця згадувала, що хрест «За храбрость» їй дали тільки за те, що під час ворожого обстрілу залишилася з пораненими вояками, виконавши свій звичайний обов'язок.
Під час війни одружилася з офіцером російської армії і громадянином Персії, що служив у «дикій дивізії», Іскандером Гакгаманіш ібн Курушем, який невдовзі загинув під Варшавою. Відпровадивши домовину з тілом чоловіка до Персії, Наталена повернулася до Києва, де зупинилась у мачухи. Війна в Європі завершилася, а в Україні бойові дії лише розгорталися. Разом з мачухою Наталена записалася в групу чеських репатріантів, і вони виїхали на Захід. Через вимушену затримку у Львові у грудні 1919 року мачуха вирішила відвідати своїх родичів у недалекому містечку Красне, де захворіла й померла.
Немає ніяких документальних підтверджень перших 30 років життя Королевої. Інформація взята дослідниками виключно з автобіографічних творів та листів Наталени, де правда переплітається з вигадкою і практично неможливо їх розділити.
Наталена ледве дісталась до Праги, де почала працювати в системі народного шкільництва. У Празі вона зустріла Василя Короліва-Старого, якого знала ще з Києва як письменника, культурно-громадського діяча та видавця. Вони одружились і придбали скромний будиночок на околиці міста Мельник біля Праги, у якому прожили решту життя. Під впливом Василя Короліва-Старого Наталена перейшла на українську мову, перше оповідання «Гріх» (1921 р.) написане українською. Чоловік займався літературною, педагогічною, мистецькою діяльністю. Він помер внаслідок серцевого нападу в грудні 1941 р., після допиту в гестапо. 
Наталена Королева все подальше життя присвятила літературній праці.
Останні роки життя жила одна, всіма забута, заробляла приватними уроками французької й іспанської мов. Намагання встановити контакти з київськими видавництвами й Інститутом літератури імені Тараса Шевченка АН УРСР успіху не мали. Наталена Королева ще побачила надруковані аркуші своєї книги «Сон тіні. 1313», яка вийшла 1966 року у Пряшеві.
Померла 1 липня 1966 року в Мельнику. Похована на цвинтарі Святого Вацлава, біля чоловіка. Вважалося, що її могила втрачена, однак Посол України у Чеській Республіці Євген Перебийніс запевняє, що «могила ніколи не була зруйнованою і за нею належним чином доглядає родина прийомного сина Н. Королевої». Мерія міста Мельник взяла під свою опіку могилу Василя Короліва-Старого та Наталени Королевої. Також мерія може підтримати ідею встановлення меморіальної дошки на будинку, у якому проживало подружжя, й видати книгу про письменницю, над якою працює історик Богдан Зілинський.

## Творчість
Приїхавши з Києва до Праги, Наталена Королева на замовлення міністерства освіти уклала невеличкий шкільний чесько-український словник, який вийшов під редакцією професора Степана Смаль-Стоцького. Пізніше — великий (понад 30 арк.) французько-український словник (залишився недрукованим).
Писати художні твори українською мовою почала з 1919 року за порадою В. Короліва-Старого. Перше оповідання українською «Гріх (З пам'ятної книжки)» було надруковано у віденському українському тижневику «Воля» 15 січня 1921 р. за підписом «Н. Ковалівська-Короліва». З того часу понад 20 років усі західноукраїнські, буковинські, закарпатські українські журнали, а також журнали, що виходили в Чехо-Словаччині, вміщували її твори. Вона принципово не відмовляла жодній редакції у друкуванні своїх творів, тому її ім'я зустрічається в досить строкатому списку української періодики.
У середині 1930-х — на початку 1940-х років виходять книжки Наталени Королевої, що принесли їй широке визнання і популярність: збірка легенд «Во дні они» (1935), повісті «1313» (1935), «Без коріння» (1936), збірка оповідань «Інакший світ» (1936), повісті «Предок» (1937), «Сон тіні» (1938), «Легенди старокиївські» (1942—1943).
Після війни у Чикаґо випущено її повість «Quid est veritas?» (1961), завершену ще в 1939 році.
У грудні 2010 року у Львові презентували книжку Наталени Королевої, до якої увійшли твори «Предок» та «Без кінця».

## Основний творчий доробок
Збірки легенд:
- «Во дні они» (1935),
- «Легенди старокиївські» (1941—1943).

Повісті:
- «1313» (1935),
- «Без коріння» (1936), [Архівовано 15 квітня 2021 у Wayback Machine.]
- «Предок» (1937),
- «Сон тіні» (1938),
- «Quid est veritas?» (1961).

### Видання
- Королева Наталена. Без коріння. Во дні они. Quid est Veritas? — Дрогобич : Видавнича фірма «Відродження», 2007. — 672 с., з іл. — (Український модерн). — ISBN 978-966-538-185-3.
- Королева Н. 1313: Повість з середньовіччя. — Львів, 1935. — 113 с.
- Королева Н. Quid est veritas?  (що є істина?): історична повість [Архівовано 1 лютого 2014 у Wayback Machine.] — Чікаґо: Вид-во М. Денисюка, 1961. — 451с.
- Королева Наталена. Предок: Іст. повісті; Легенди старокиївські. — К. : Дніпро, 1991. — 670 с.
- Королева Наталена. Твори: Автобіографія. Предок. Без коріння / Упоряд. Ю. Винничук. – Львів: Каменяр, 2009. – 419 с. – (Серія «Спадщина»)